# Eyes Like Diamonds
Eyes Like Diamonds ist eine sechsköpfige Post-Hardcore-/Metalcore-Band aus Las Vegas, Nevada, USA.

## Geschichte
Eyes Like Diamonds wurde 2005 gegründet und besteht aus den Musikern Diego Perez (Gesang), Danielle Shrudder (Gesang, Keyboard), Mason Wright (Gitarre), Aaron Aufmann (Backgroundgesang, Gitarre), Tony Pell (Schlagzeug) und Nik Johnson (Bass).
2008 erschien die Debüt-EP Mystery. Am 23. Juni 2010 unterschrieb die Gruppe einen Vertrag mit Tragic Hero Records. Am 18. Mai 2011 veröffentlichte die Gruppe ihr Debütalbum Frequencies. In den USA ist das Album als CD und Download erhältlich, in Europa lediglich als Download über ITunes und Amazon. Kurz vor der Veröffentlichung tourte die Gruppe mit Everyone Dies in Utah und This Day Will Tell durch Kalifornien, Oregon, Utah, Nevada, Washington, New Mexico, Arizona und Idaho. Die Band wurde offiziell nie aufgelöst, doch sind ihre Mitglieder mittlerweile in anderen Bands tätig.

## Einflüsse
Als musikalische Einflüsse nennt die Gruppe Underoath, Oceana, A Day to Remember, The Devil Wears Prada, A Skylit Drive, Alesana, Asking Alexandria, We Came as Romans und Woe, Is Me.

## Diskografie
- 2008: Mystery (EP, Eigenveröffentlichung)
- 2011: Frequencies (Album, Tragic Hero Records)